# Parafia św. Stanisława Biskupa w Kosinie
Parafia św. Stanisława Biskupa w Kosinie – parafia rzymskokatolicka, znajdująca się w archidiecezji przemyskiej, w dekanacie Łańcut I.

## Historia
Kosina została założona jako Cossyn, Cossin przed 1381 rokiem dla osadników z Niemiec, prawdopodobnie przez Wincentego Granowskiego. Przed 1391 rokiem erygowana została parafia. 12 czerwca 1624 roku pierwszy drewniany kościół został spalony przez hordy Tatarów pod wodzą Kantymira. Wewnątrz kościoła zginął ks. Wojciech Jaklewicz wraz z wiernymi. Tatarzy wzięli ludzi w jasyr. Znaczna część wziętych do niewoli została uwolniona po klęsce Tatarów w bitwie pod Martynowem, zadanej im przez hetmana Stanisława Koniecpolskiego.
W 1630 roku zbudowano kolejny drewniany kościół pw. św. Stanisława Biskupa w innym miejscu, warownym i otoczonym wałami. W 1646 roku bp Paweł Piasecki przyłączył Kosinę do parafii w Łańcucie. 7 czerwca 1708 roku kościół uległ spaleniu. W 1722 roku zbudowano nowy kościół drewniany, który w 1744 roku został konsekrowany przez bpa Wacława Hieronima Sierakowskiego pw. św. Stanisława Biskupa. W 1824 roku reaktywowano samodzielną parafię w Kosinie.
W latach 1936–1938 zbudowano obecny murowany kościół, według projektu arch. inż. Wawrzyńca Dajczaka. W 1937 roku stary kościół będący wewnątrz nowych murów rozebrano. 13 listopada 1938 roku kościół został poświęcony przez bpa Franciszka Bardę. W 1956 roku odbyła się konsekracja kościoła, której dokonał bp Franciszek Barda.
Na terenie parafii jest 3 611 wiernych.
Proboszczowie parafii:
 ? – ?. o. Anzelm Cedzicki OFM (cooperator).
 ? – ?. ks. Franciszek Kobielski (komendarz).
1825– ?. ks. Piotr Sawiczewski.
 ? – ?. ks. Stanisław Czajkowski.
 ? – ?. ks. Andrzej Ocharski (administrator).
1836– ?. ks. Kajetan Kochański.
1849–1873. ks. Marcin Konkolowski.
1874–1911. ks. Jan Jędrzejowski.
1911–1931. ks. Julian Krzyżanowski.
1931–1976. ks. Józef Prajsnar.
1976–2004. ks. prał. Jan Rybak.
2004–2015. ks. Jan Majkut.
2015– nadal ks. prał. Wieslaw Twardy.

## Kościół św. Sebastiana
W 1737 roku na miejscu spalonego kościoła, zbudowano nowy drewniany kościół o konstrukcji zrębowej pw. św. Sebastiana. Kościół zbudowano na upamiętnienie tragicznej śmierci proboszcza i parafian. Po spaleniu się kościoła parafialnego, czasowo kościół ten pełnił funkcję parafialnego.
W latach 1954, 1958 i 1980 zabytkowy kościół św. Sebastiana był gruntownie odnawiany z całkowitą wymianą gontów. W miejscu starej kruchty wzniesiona została nowa. We wnętrzu zachował się pierwotny wystrój, m.in. polichromia iluzjonistyczna z XVIII wieku.

## Duchowni pochodzący z parafii
- bł. o. Achilles Puchała OFM Conv (1911–1943), franciszkanin konwentualny, męczennik